# あたご劇場
あたご劇場（あたごげきじょう）は、高知県高知市愛宕町1丁目1-22にある映画館。座席数は150席。
建物は地上3階建てであり、最上階は映写室である。客席は1階と2階にあり、2階席を有する四国地方唯一の映画館である。愛宕商店街から東に約30mの場所にある。

## 歴史

### 開館

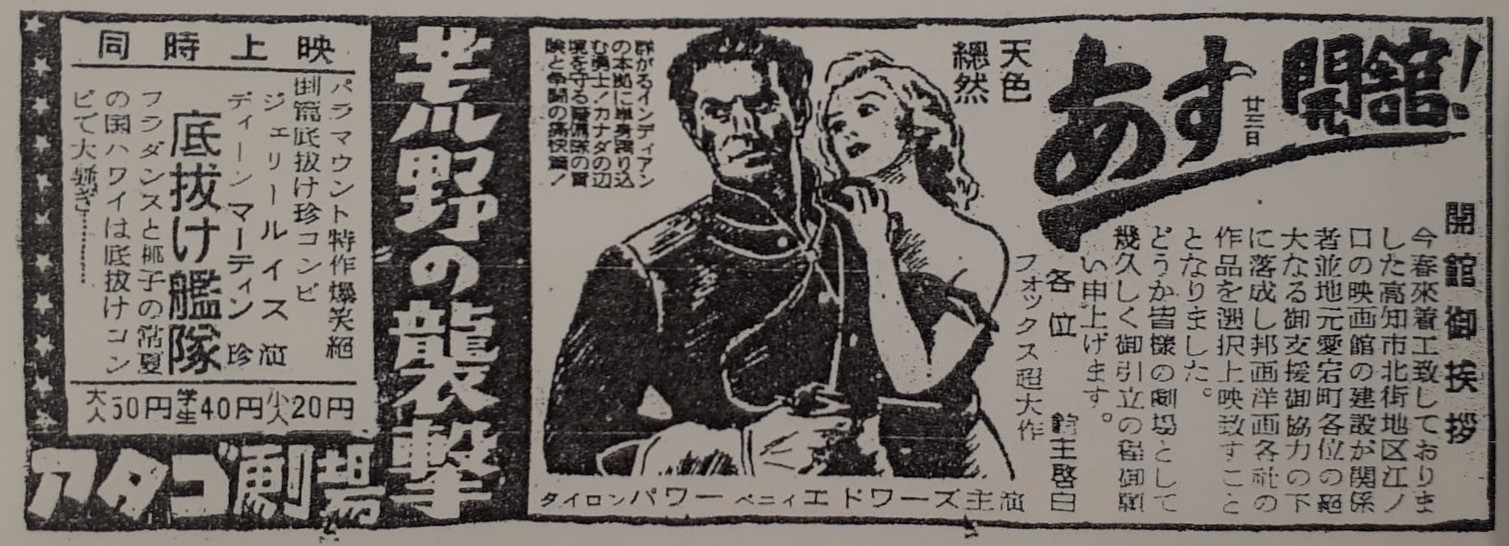
開館広告（『高知新聞』1955年4月22日）

1955年（昭和30年）4月23日、高知市愛宕町1丁目にあたご劇場が開館した。オープニング作品は20世紀フォックス映画の『荒野の襲撃』とパラマウントの『底抜け艦隊』の二本立である。
安芸市の安芸太平館の館主である水田定実が建設し、弟の水田兼美が経営者となった。水田兼美は東京の日本大学芸術学部を卒業し、安芸太平館の移動班としてポータブル映写機による地方巡回などを行っていた人物である。総工費は700万円であり、収容人員は400だった。江ノ口地区の住民の要望によって開館した映画館であり、上映作品は邦画・洋画の自由選択だった。
なお、もともとは3月3日に開館する予定だったが、高知県興行組合から配給各社に対してあたご劇場に配給しないように申し入れが行われたことで開館が遅れた。高知県興行組合はあたご劇場の開館後にも、再び配給各社に対してあたご劇場への配給を取りやめるように申し入れている。当時は映画ブームの最中で立て続けに新館が開館しており、既存業者と新規業者の対立が起こっていた。1955年（昭和30年）末時点で16館だった高知市の映画館は、1年後の1956年（昭和31年）末には31館にまで増加した。

### 菜園場劇場の開館と撤退
1956年（昭和31年）頃、水田兼美はあたご劇場に次ぐ2館目の映画館として菜園場劇場を開館させたが、菜園場劇場は経営不振によって1年あまりで手放している。あたご劇場の近くには高知市議会議員の浜川某が経営する江ノ口劇場もあったが、1964年（昭和39年）1月28日に江ノ口劇場が閉館すると、あたご劇場が江ノ口劇場から東映作品の上映権を引き継いだ。
後に日本映画研究家となる円尾敏郎は、高知大学に在学していた1979年（昭和54年）から1982年（昭和57年）に第二劇場とあたご劇場に足しげく通った。1980年代以降はやや特徴のある邦画・洋画を中心とするロードショー上映を行っていた。1980年代には日本各地にレンタルビデオ店が開店して映画館の観客を奪い、1990年代にはシネマコンプレックスも登場している。高知市出身の漫画家である西原理恵子は義父とともにあたご劇場で映画を観たことがあり、「2階からよく物を落とすバカもいた」と語っている。

### シネコンの開館

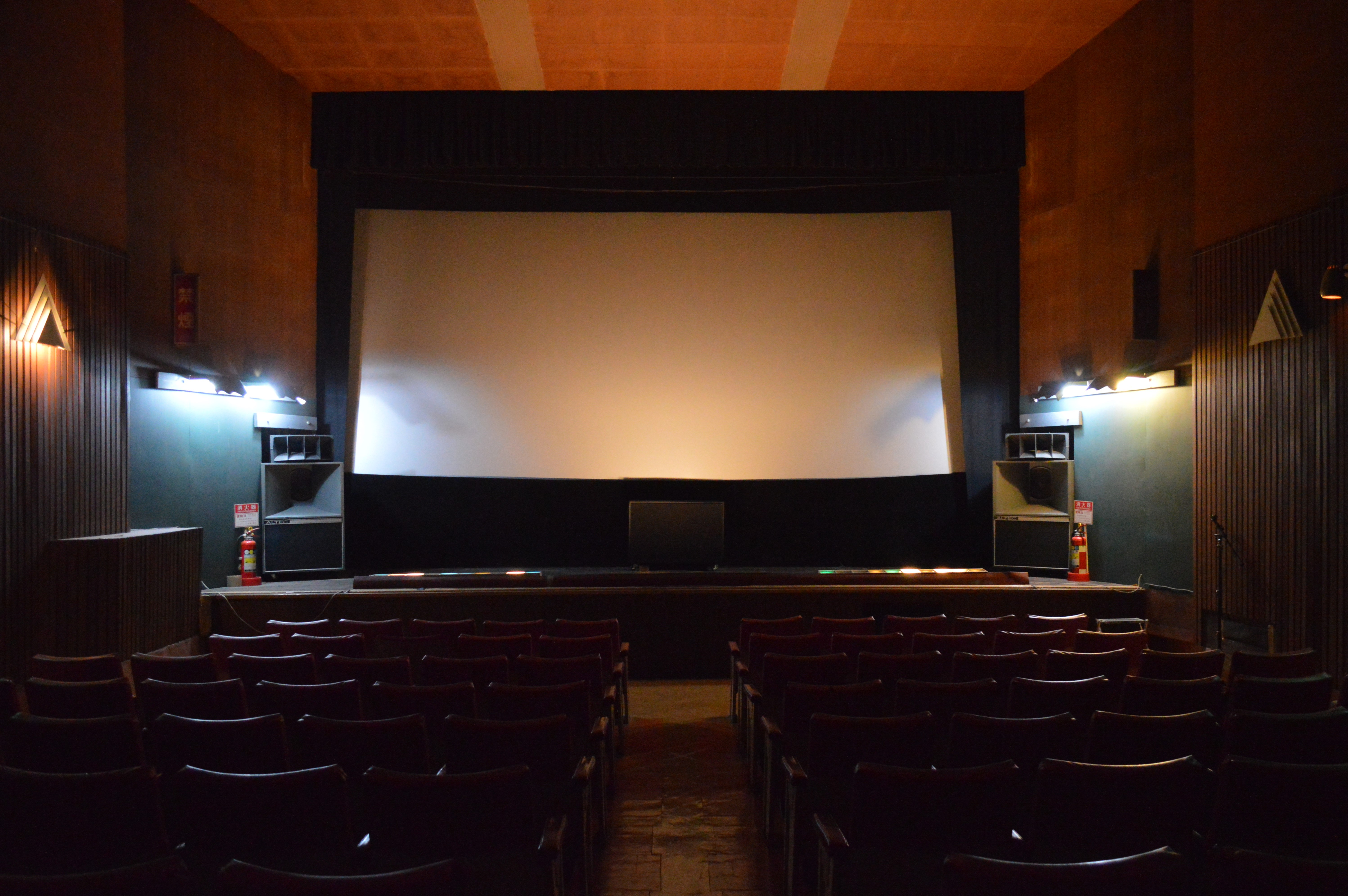
客席とスクリーン

2004年（平成16年）にはファン有志によってあたご劇場の公式ウェブサイトが開設された。2004年（平成16年）7月17日、北東1kmの場所にあるイオンモール高知に高知県初のシネコンであるTOHOシネマズ高知が開館し、高知市中心部でも同年8月には本町1丁目の高知東映が閉館、2005年（平成17年）6月には本町1丁目の高知松竹ピカデリーが閉館、2006年（平成18年）1月には帯屋町1丁目の高知東宝が閉館するなど大きな影響があった。なお、TOHOシネマズ高知が開館を目指していた際には、高知市議会が反対したことでイオンモール高知の開業と同時に開館することができなかったが、訴訟で高知市が敗訴したことで建設許可が下りたという経緯がある。あたご座はミニシアターや名画座の側面を持つ映画館に転向し、以後はアート系作品から旧作まで幅広く上映している。
2009年（平成21年）1月22日、水田兼美は江ノ口川で溺れて事故死した。同年7月4日と7月5日、水田兼美を慕う自主上映団体の主催によって追悼上映会が開催され、7月4日には『牡丹燈籠』が、7月5日には『釈迦』が上映されている。水田兼美の死後には息子の水田朝雄が3代目館主となり、妹や母とともに営業を続けた。2009年（平成21年）11月8日、『築城せよ!』（古波津陽監督）上映時に阿藤快が舞台挨拶で来館した。また2010年（平成22年）3月13日に行われた『ポチの告白』（2005年製作）の上映会では、同作の監督を務めた高橋玄が舞台挨拶で来館している。

### デジタル化後

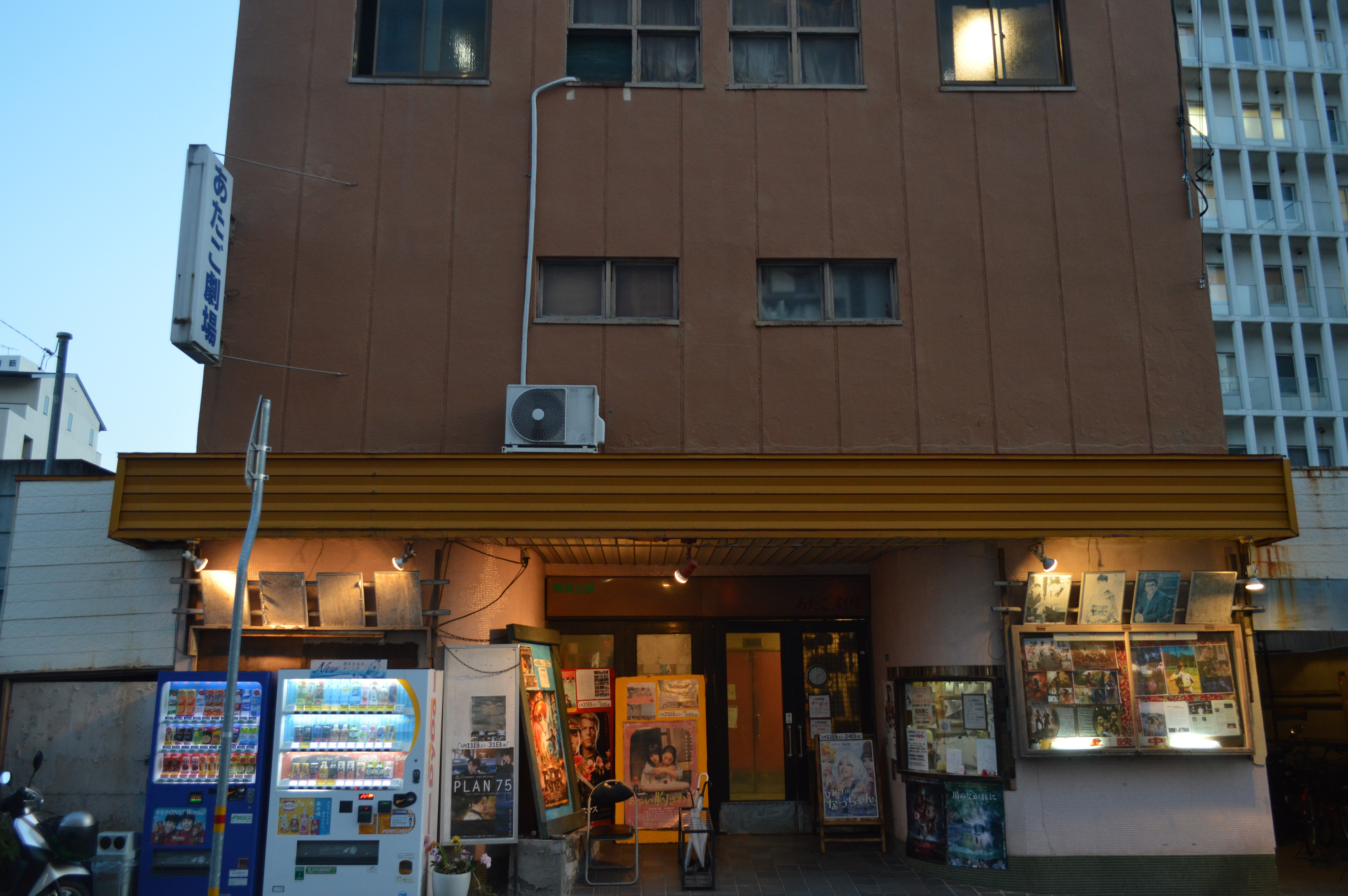
建物入口

2012年（平成24年）には全国の映画館にデジタルシネマ化の波が起こった。また、経営を手伝っていた妹と母が死去したこともあり、水田朝雄は一度は同年末での閉館を決意していたが、ドイツ製デジタル映写機を約600万円で購入して映画館を存続させた。1955年（昭和30年）の開館からずっと35ミリフィルム映写機で上映していたが、2013年（平成25年）4月20日の『砂漠でサーモン・フィッシング』（ラッセ・ハルストレム監督）からデジタル映写機での上映を始めた。同年3月31日には本町2丁目の高知小劇（成人映画館）が閉館しており、あたご劇場は高知市中心部唯一の映画館となった。
2015年（平成27年）には開館60周年を迎えた。2017年（平成29年）8月26日、『吉田類の「今宵、ほろ酔い酒場で」』の公開初日に吉田類（仁淀川町出身）と長尾直樹監督の舞台挨拶が行われた。2021年（令和3年）10月、2代目館主の水田朝雄が病気で死去した。その後は館長の弟の妻である水田サリーが管理を、スタッフの西川泉が上映を引き継いで営業を継続している。

## 歴代館主
- 初代：水田兼美（1955年～2009年）[22]
- 2代目：水田朝雄（2009年～2021年）[23][18]
- 2021年以後の代表者は水田敦己[24]

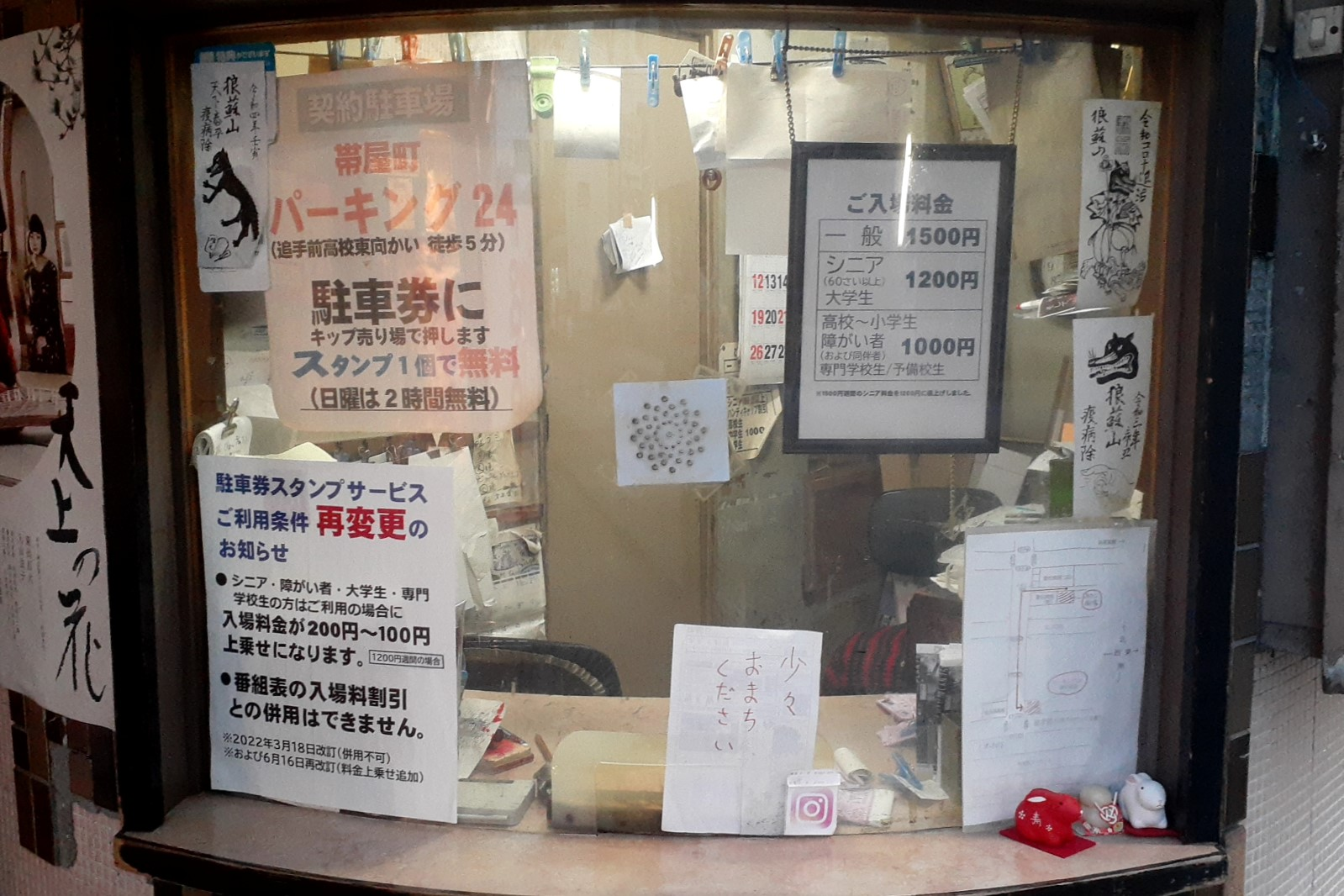
チケット売り場
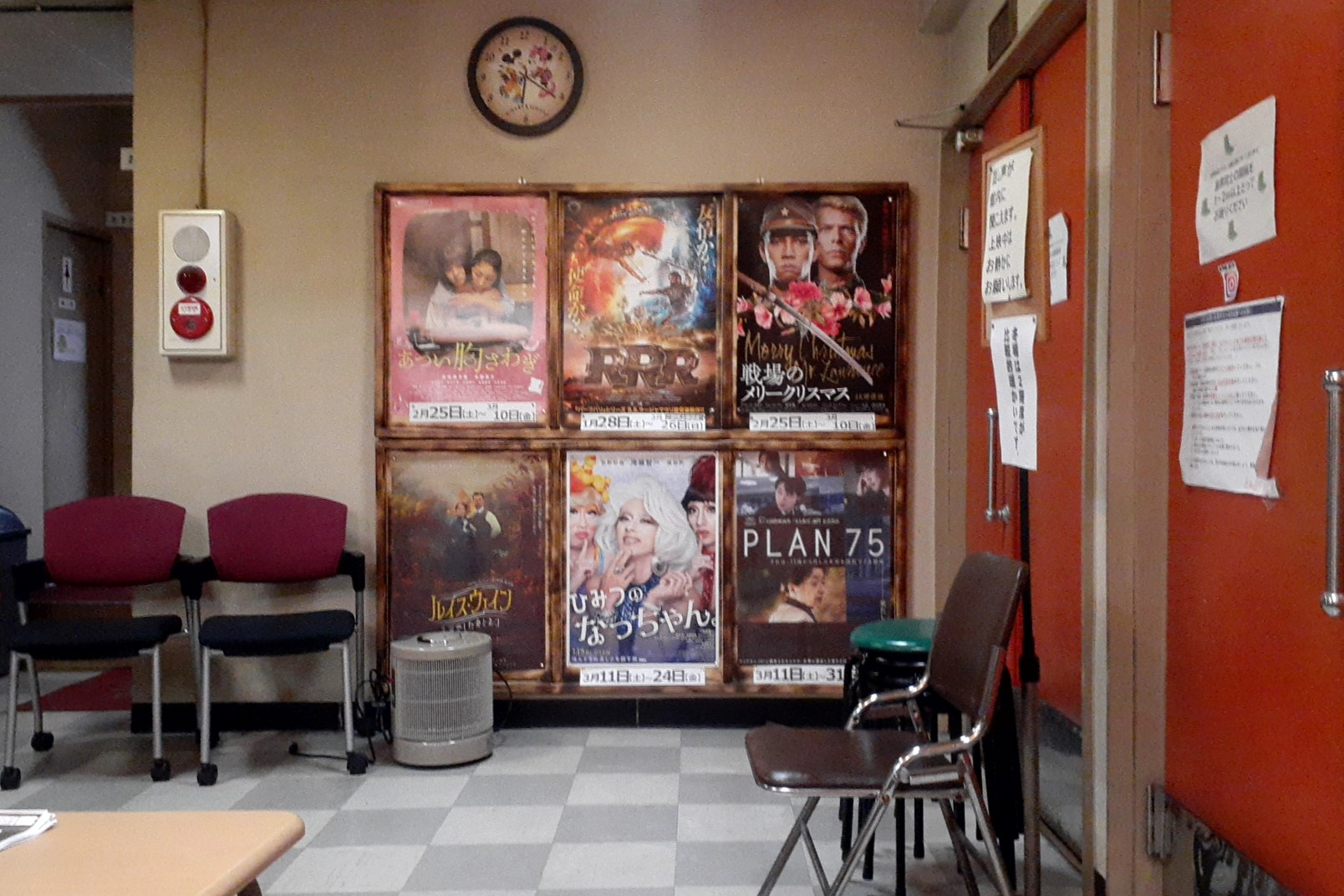
ロビー
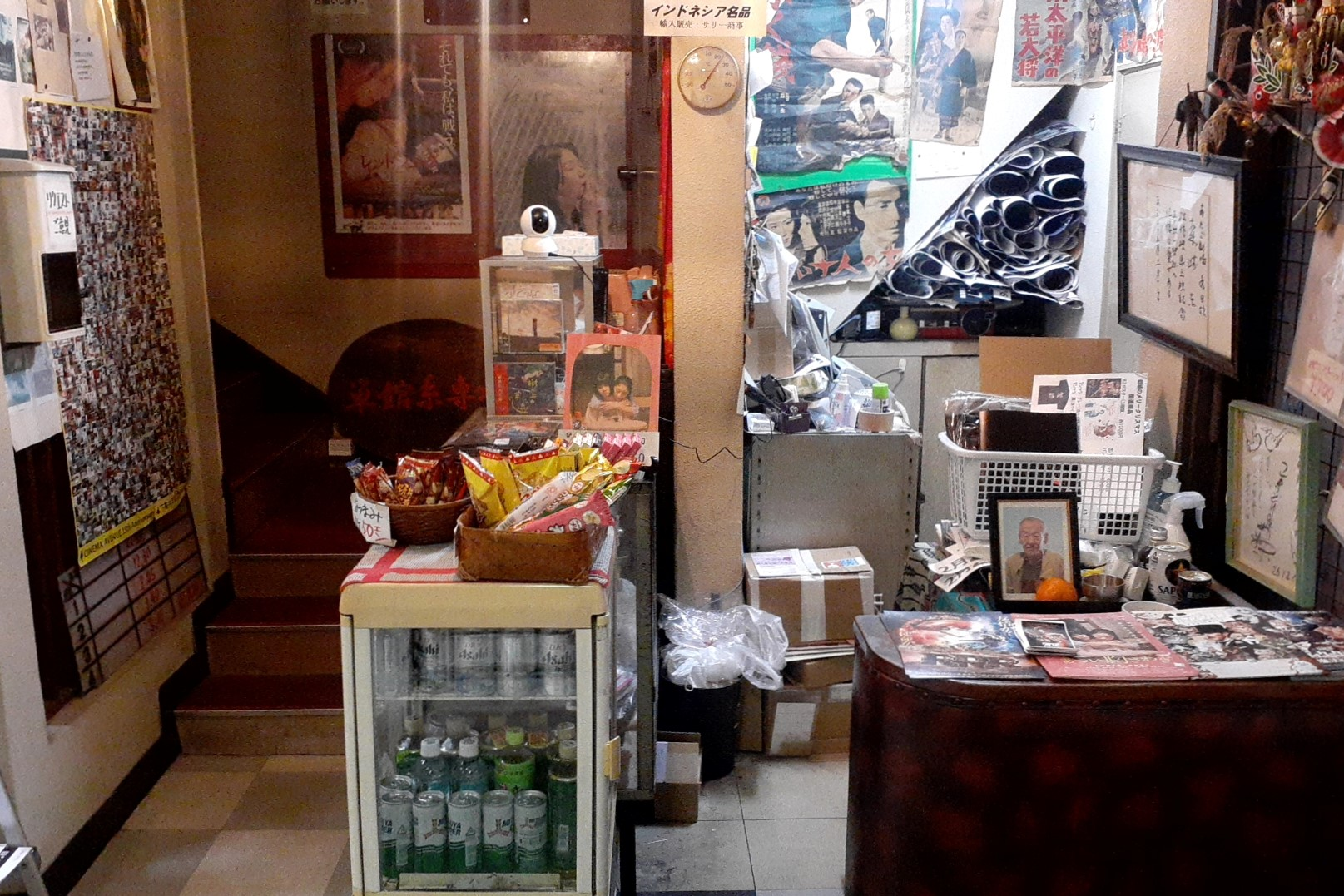
売店
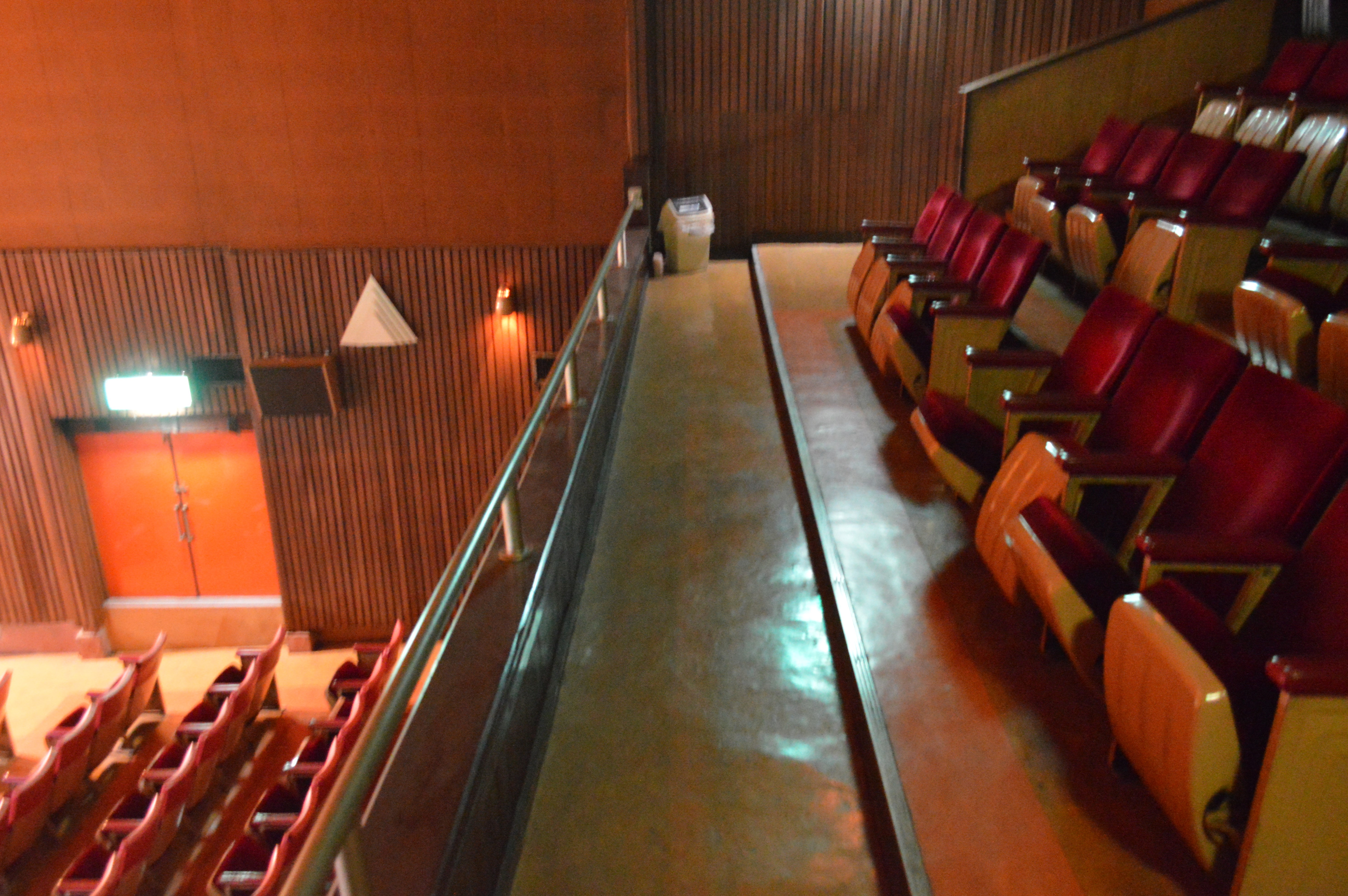
1階席と2階席
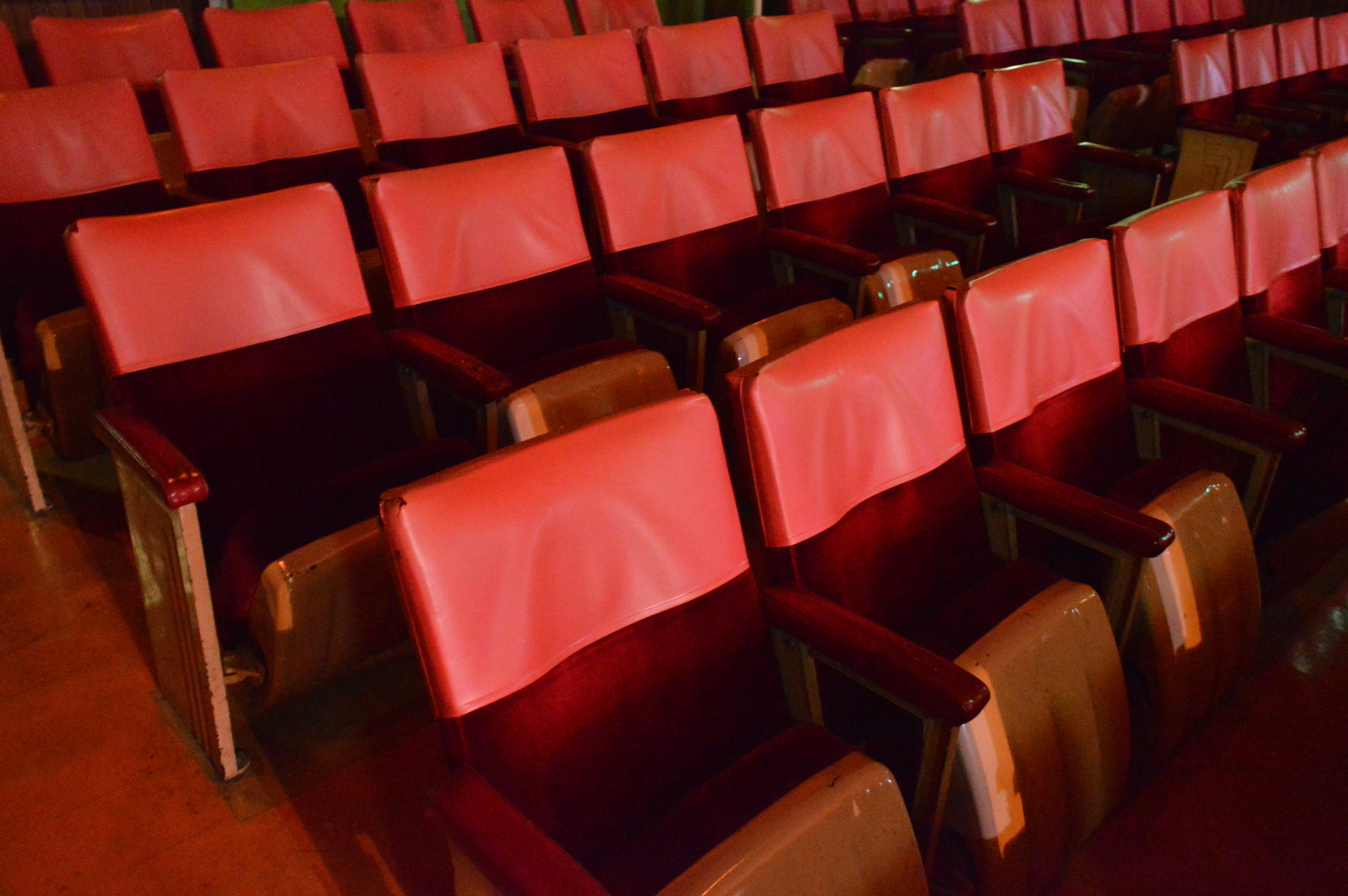
客席

## テレビ番組
- とさ金（NHK高知放送局） - 2006年4月21日放送「高知映画館物語」で紹介[23]
- ふるさと発元気プロジェクト（BSジャパン） - 2010年5月28日放送「映画愛の結晶 南国土佐のニューシネマパラダイス」で紹介[25]。
- プレミアムドラマ『人生は“サイテーおやじ”から教わった -漫画家・西原理恵子-』（NHK BSプレミアム・2013年2月10日放送）